# Fussballclub Biel/Bienne
Il Fussballclub Biel/Bienne, dal nome in tedesco e francese della città, è una società calcistica svizzera della città di Bienne. Nel suo palmarès vanta un titolo nazionale, conquistato nella stagione 1946-1947.
Fallito nel 2016, disputa le sue partite casalinghe nella Tissot Arena.

## Storia

### I primi anni
La fondazione della società risale al 13 novembre 1896, quando 12 appassionati di calcio della città fondarono il Football-Club de Bienne. Nel 12 gennaio 1900 il club entra a far parte dell'ASF/SFV.
Il 16 marzo 1907 si fuse con il Floria per formare il Vereinigter Fussball-Club Biel. Quattro anni più tardi, il 5 agosto 1911, assume la denominazione di Fussballclub Biel/Bienne.

### Storia recente
Il 23 aprile 2012 la Swiss Football League non concede, in prima istanza, la licenza professionistica per la stagione 2012-2013. Il club, unitamente ad altri sei di Challenge League e quattro di Super League, ha annunciato che farà ricorso. Durante la primavera del 2016, la Swiss Football League non consente alla squadra bernese di partecipare al campionato per via dei suoi debiti. Al termine della stagione, dopo aver accumulato dei debiti pari a 800 000 franchi, viene pronunciato il fallimento del club, il quale ripartirà la stagione successiva dalla Seconda Lega Regionale.

## Stadio
Il Bienne gioca le partite casalinghe nella Tissot Arena. Inaugurata nel 2015, ha una capienza di 5.200 spettatori.

## Calciatori
Elenco dei calciatori che hanno vestito la maglia della Nazionale durante la permanenza al club:
- Georges Kramer
- Paul Fässler
- Albert Beuchat
- Albert Büche
- Willy Kracher
- Willy Jäggi
- Jean Held
- Georges Aeby
- René Sauvain
- Ernst Hufschmid
- Raymond Keller
- Ernst Siegrist
- Ernst Minder
- August Kramer
- Werner Schori
- René Grimm
- Willy von Kaenel
- Edgar Beiner
- Otto Imhof
- Herbert Binder
- Vincenzo Burger
- Walter Heuri
- Alex Matter
- Frédy Amez-Droz
- Hans-Jörg Pfister
- Rudolf Schneeberger
- Thomas Bickel
- Martin Weber
- Robert Lüthi
- Karl Grob
- Didier Gigon

## Palmarès

### Competizioni nazionali
- Campionato di Serie Promozione: 1

1924-1925
- Campionato svizzero: 1

1946-1947
- Campionato di Lega Nazionale B: 2

1956-1957, 1974-1975
- Campionato di Prima Lega: 3

2004-2005, 2005-2006, 2007-2008

### Competizioni interregionali
- Seconda Lega interregionale: 1

2017-2018 (gruppo 3)

### Competizioni regionali
- Campionato di Seconda Lega (FVBJ): 1

1993-1994

### Altri piazzamenti
- Campionato svizzero:

Secondo posto: 1947-1948, 1959-1960
Terzo posto: 1926-1927
- Coppa Svizzera:

Finalista: 1960-1961, 2024-2025
Semifinalista: 1936-1937, 1943-1944, 1967-1968, 1972-1973, 1975-1976, 2010-2011
- Coppa di Lega svizzera:

Semifinalista: 1973
- Challenge League:

Secondo posto: 1952-1953, 1958-1959
Terzo posto: 1954-1955

## Statistiche e record
Il Biel/Bienne occupa la 14ª posizione nella classifica perpetua del campionato svizzero di calcio, con 1.098 punti ottenuti in 1.257 partite, nel corso di complessive 60 stagioni, l'ultima delle quali nel 1975-1976.

### Partecipazioni ai campionati

#### Campionati nazionali
| Categoria | Categoria        | Partecipazioni | Debutto   | Ultima stagione | Totale |
| --------- | ---------------- | -------------- | --------- | --------------- | ------ |
| SL        | Serie A          | 22             | 1907-1908 | 1929-1930       | 60     |
| SL        | Prima Lega       | 1              | 1930-1931 | 1930-1931       | 60     |
| SL        | Lega Nazionale   | 13             | 1931-1932 | 1943-1944       | 60     |
| SL        | Lega Nazionale A | 24             | 1944-1945 | 1975-1976       | 60     |
| CL        | Serie B          | 7              | 1900-1901 | 1906-1907       | 37     |
| CL        | Serie Promozione | 1              | 1924-1925 | 1924-1925       | 37     |
| CL        | Lega Nazionale B | 21             | 1954-1955 | 1988-1989       | 37     |
| CL        | Challenge League | 8              | 2008-2009 | 2015-2016       | 37     |
| 1L        | Prima Lega       | 15             | 1989-1990 | 2007-2008       | 15     |

#### Campionati regionali
| Categoria | Categoria    | Partecipazioni | Debutto   | Ultima stagione | Totale |
| --------- | ------------ | -------------- | --------- | --------------- | ------ |
| 2L        | Seconda Lega | 4              | 1990-1991 | 1993-1994       | 4      |

In 112 stagioni sportive dall'esordio a livello nazionale nella stagione sportiva 1900-1901. Dal 1896 a tale data il Biel/Bienne ha organizzato attività a carattere amichevole.

### Partecipazioni alle coppe nazionali
| Competizione           | Partecipazioni | Debutto   | Ultima stagione |
| ---------------------- | -------------- | --------- | --------------- |
| Coppa Svizzera         | 83             | 1925-1926 | 2011-2012       |
| Coppa di Lega svizzera | 9              | 1973      | 1981-1982       |

## Rosa 2021-2022
| N. |                     | Ruolo | Calciatore         |
| -- | ------------------- | ----- | ------------------ |
| 1  | Francia (bandiera)  | P     | Nicolas Grivot     |
| 2  | Svizzera (bandiera) | D     | François Affolter  |
| 3  | Svizzera (bandiera) | D     | Raphael Ferreira   |
| 4  | Svizzera (bandiera) | D     | Evan Stadelmann    |
| 5  | Svizzera (bandiera) | C     | Matthew Mäder      |
| 6  | Svizzera (bandiera) | C     | Christian Mourelle |
| 7  | Svizzera (bandiera) | A     | Nolan Erard        |
| 9  | Svizzera (bandiera) | C     | Loïc Chatton       |
| 10 | Svizzera (bandiera) | C     | Adrian Fleury      |
| 11 | Svizzera (bandiera) | C     | Enzo Grasso        |
| 12 | Tunisia (bandiera)  | D     | Mouez Aboud        |
| 15 | Svizzera (bandiera) | A     | Ismael Santos      |

| N. |                          | Ruolo | Calciatore         |
| -- | ------------------------ | ----- | ------------------ |
| 17 | Croazia (bandiera)       | C     | Dragan Stjepanovic |
| 18 | Svizzera (bandiera)      | P     | Safet Alic         |
| 19 | Svizzera (bandiera)      | C     | Nathan Garcia      |
| 20 | Liechtenstein (bandiera) | C     | Jens Hofer         |
| 21 | Svizzera (bandiera)      | P     | Koray Tasbicen     |
| 22 | Svizzera (bandiera)      | A     | Valentin Nushi     |
| 23 | Svizzera (bandiera)      | D     | Valentin Nushi     |
| 25 | Francia (bandiera)       | D     | Sébastien Le Neün  |
| 27 | Svizzera (bandiera)      | A     | Breogan Espasandin |
| 28 | Svizzera (bandiera)      | C     | Anthony de Freitas |
| 99 | Svizzera (bandiera)      | A     | Kenan Morina       |